# Göygölski narodni park
Göygölski narodni park (azerbajdžansko Göygöl Milli Parkı) je narodni park v Azerbajdžanu. Ustanovljen je bil 1. aprila 2008 na območju v upravnem okrožju Göygolskega rajona na podlagi nekdanjega "Državnega rezervata Göygol", ki je bil ustanovljen leta 1925. Površina parka se je s površine 6.739 hektarjev (67,39 km²) nekdanjega državnega rezervata povečala na sedanjo površino 12.755 hektarjev (127,55 km²).
V parku se nahaja eno najlepših in najčistejših jezer v Azerbajdžanu, jezero Göygöl. Rezervat je namenjen varovanju naravnega ekosistema subalpinskih območij severnih pobočij Malega Kavkaza. V času Sovjetske zveze so parku odvzeli status rezervata, a je bil ta kasneje povrnjen.

## Flora in favna

### Flora
Območje Göygöla skoraj v celoti prekrivajo gozdovi in ima bogato floro z več kot 420 rastlinskimi vrstami, med katerimi je 20 endemičnih. Glavne drevesne vrste so kostanjevolistni hrast (Quercus castaneifolia), kavkaški hrast (Quercus macranthera), kavkaški jesen (Fraxinus angustifolia podvrsta oxycarpa), veliki jesen (Fraxinus excelsior), beli gaber (Carpinus betulus), kraški gaber (Carpinus orientalis), vzhodna bukev (Fagus orientalis), žametni javor (Acer velutinum), kapadokijski javor (Acer cappadocicum), kavkaška lipa (Tilia dasystyla podvrsta caucasica) itd.
Med grmovnimi vrstami, ki se pojavljajo na tem območju, so glog (Crataegus azarolus podvrsta pontica), navadni češmin (Berberis vulgaris), rumeni dren (Cornus mas), navadna trdoleska (Euonymus europaeus ), navadna robida (Rubus fruticosus ) itd.

### Favna
V parku živi več endemičnih podvrst ptic, med njimi brkati ser (Gypaetus barbatus), egiptovski jastreb ( Neophron percnopterus ), velika uharica (Bubo bubo), črna žolna (Dryocopus martius), kobilar (Oriolus oriolus), carar (Turdus viscivorus), duplar (Col umba oenas), sloka (Scolopax rusticola), hribski škrjanec (Lullula arborea), labod grbec (Cygnus olor), navadna prepelica (Coturnix coturnix), kaspijska sinica (Poecile hyrcanus) podvrsta sinice; pogosta je podvrsta navadnega fazana  kavkaški fazan (Phasianus colchicus colchicus).
Kaspijski tiger (Panthera tigris virgata) se je nekoč gibal po teh gorah, vendar je vrsta izumrla. Drugi veliki sesalci so ris (Lynx lynx), rjavi medved (Ursus arctos), divja svinja (Sus scrofa), volk (Canis lupus), evrazijski šakal (Canis aureus), džungelska mačka (Felis chaus), navadna lisica (Vulpes vulpes), srna (Capreolus capreolus), jazbec (Meles meles), itd.
Perzijski leopard ( Panthera pardus saxicolor ), podvrsta leoparda, živi v južnih regijah v Azerbajdžanu, predvsem v gorovju Talyš, Gorskem Karabahu in Nahičevanu . Kljub občasnim opažanjem ni bilo jasno, ali so leopardi v Azerbajdžanu do konca devetdesetih let dvajsetega stoletja že izumrli, dokler niso marca 2007 v narodnem parku Hirkan leoparda posneli s kamero. Še vedno pa ni jasno, ali leopardi živijo v Göygölskem narodnem parku. 

## Filmografija
Leta 2015 je bil posnet dokumentarni film z naslovom "Göygöl Milli Parkı" (Narodni park Goygol). Film je bil predstavljen v kino centru Nizami v Bakuju. Na predstavitvi filma je sodelovala podpredsednica fundacije Heydar Aliyev Leyla Aliyeva.

## Poglej tudi
- Narava Azerbajdžana
- Nacionalni parki Azerbajdžana
- Državne rezerve Azerbajdžana
- Seznam zavarovanih območij Azerbajdžana